# Tylecodon fragilis
Tylecodon fragilis är en fetbladsväxtart som först beskrevs av William Turner Thiselton Dyer, och fick sitt nu gällande namn av H.Tölken. Tylecodon fragilis ingår i släktet Tylecodon och familjen fetbladsväxter. Inga underarter finns listade i Catalogue of Life.